# 小行星8734
小行星8734（英語：8734 Warner）是一颗围绕太阳公转的小行星。1997年1月1日，保罗·G·康宝在普雷斯科特发现了此天体。
这颗小行星的绝对星等为292.7270268001132等。